# Bubble Ghost
Bubble Ghost är ett franskt datorspel från 1987. Spelet handlar om ett spöke som bor i ett slott, och blåser bubblor.

### Fotnoter
1. ↑  ”Bubble Ghost” (på svenska). Nintendomagasinet (Kungsbacka: Atlantic) (8 1992):  sid. 12 (Power Player). augusti 1992. Läst 20 april 2014.